# Kościół katolicki obrządku bizantyjsko-węgierskiego
Węgierski Kościół greckokatolicki (węg. Magyar görögkatolikus egyház) – jeden z Kościołów chrześcijańskich połączonych unią kościelną z Rzymem. Jego wyznawcy uznają papieża za swego duchowego zwierzchnika.
Węgierski Kościół greckokatolicki liczy około 300 tysięcy wyznawców.

## Historia
Kościół greckokatolicki na terenie monarchii Habsburgów powstał w wyniku unii użhorodzkiej, mukaczewskiej, marmaroskiej i siedmiogrodzkiej. Pierwotnie wiernymi tego Kościoła byli rusińsko- i rumuńskojęzyczni prawosławni, którzy porzucili swoje wyznanie i przystąpili do Kościoła katolickiego. W XVIII i XIX w. w znacznym stopniu ulegli oni bądź też byli poddani silnej madziaryzacji. 8 czerwca 1912 utworzono biskupstwo w Hajdúdorogu dla 162 węgierskojęzycznych parafii unickich, wyłączonych spod jurysdykcji eparchii preszowskiej, eparchii mukaczewskiej, eparchii Gherli, eparchii Oradea Mare i archieparchii Fogaraszu i Alba Iulia.
Rozpad Austro-Węgier i powstanie Czechosłowacji w 1918 znacząco zmieniły zasięg działania diecezji Hajdúdorogu. Ze 168 parafii diecezji tylko 90 znalazło się w granicach Węgier. Jednocześnie jednak w obrębie państwa węgierskiego znalazło się 21 parafii eparchii preszowskiej i mukaczewskiej, dla których powołano apostolski egzarchat Miszkolca (1924).
9 kwietnia 1934 na mocy dekretu Apostolica sedes Kongregacji ds. Kościołów Wschodnich 67 parafii greckokatolickich, które na skutek traktatu w Trianon znalazły się w granicach Rumunii, zostało podporządkowanych eparchiom Rumuńskiemu Kościołowi Greckokatolickiemu: 35 archieparchii Fogaraszu i Alba Iulia, 22 eparchii Oradea Mare, 10 eparchii Marmaroszu.
Kościół greckokatolicki na Węgrzech stał się Kościołem metropolitalnym 19 marca 2015, kiedy to powstała metropolia Hajdúdorogu obejmująca macierzystą archieparchię i sufraganie: eparchię Miszkolca i Nyíregyházy.

## Biskupi Hajdúdorogu
- 1912–1939 István Miklóssy
- 1939–1972 Miklós Dudás
- 1975–1988 Imre Timkó (także Wikariusz Apostolski Miskolc)
- 1988–2007 Szilárd Keresztes (także Wikariusz Apostolski Miskolc)
- 2008–2015 Fülöp Kocsis

## Metropolici
- od 2015 Fülöp Kocsis

## Literatura
- Hans Dieter Kamp – „Kościół unicki po 1944”, Los 1986